# Buir (Nettersheim)
Buir ist ein Ortsteil der Gemeinde Nettersheim im Kreis Euskirchen, Nordrhein-Westfalen.

## Geschichte

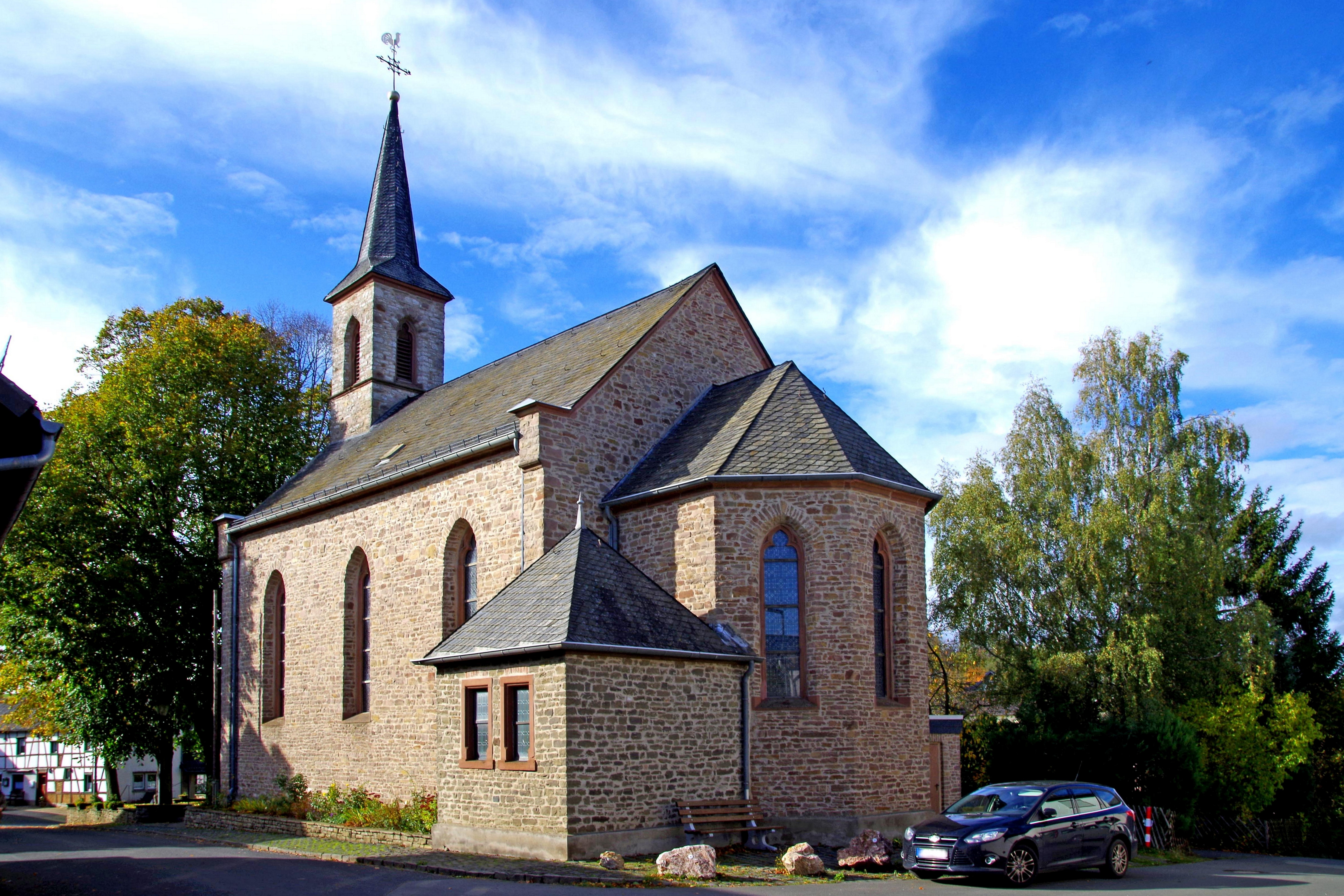
St. Bartholomäus von Osten

Der Ort wurde urkundlich erstmals 893 im Prümer Urbar, dem Besitzverzeichnis des Klosters Prüm, erwähnt.
Die römisch-katholische Filialkapelle St. Bartholomäus stammt aus den Jahren 1868 und 1869.
Am 1. Juli 1969 wurde Buir nach Nettersheim eingemeindet.

## Lage
Buir liegt an der Landesstraße 194 zwischen Nettersheim-Holzmülheim und Nettersheim-Tondorf, 4 Kilometer von der Autobahnanschlussstelle Blankenheim der Bundesautobahn 1 entfernt.
In der Nähe von Buir liegt die geologisch interessante Buirer Ley.

## Verkehr
Die VRS-Buslinien 820 und 824 der RVK verbinden den Ort mit Nettersheim, Blankenheim, Bouderath und Bad Münstereifel, überwiegend als TaxiBusPlus im Bedarfsverkehr.
| Linie | Verlauf |
| ----- | --- |
| 820   | MiKE (außer im Schülerverkehr): Bouderath – Roderath – Frohngau – Holzmülheim – Buir – Tondorf – Engelgau – Zingsheim – Nettersheim Bf – Marmagen – Bahrhaus                                                                              |
| 824   | MiKE (außer im Schülerverkehr): Blankenheim – Mülheim – Tondorf – Buir – Holzmülheim – Frohngau – Roderath – Bouderath – (Witscheiderhof – Bergrath) / Kolvenbach – Hohn – Eicherscheid – Bad Münstereifel Eifelbad – Bad Münstereifel Bf |